# 무함마드 살레 아룬
무함마드 살레 아룬(아랍어: محمد الصالح هارون, 1961년 ~ )는 차드의 영화 감독이다. 1982년부터 프랑스에 거주중인 그는 2006년 영화 《다라트》(Daratt)로 베네치아 국제 영화제 심사위원상을, 2010년 《절규하는 남자》(Un homme qui crie)로 칸 국제 영화제 심사위원특별상을 수상하였다.

## 출연 작품
- 링귀, 모녀는 용감했다 (2021)
- 프랑스에서의 한 철 (2017)
- 이센 아브레, 차드의 비극 (2016)
- 그리그리 (2013)
- 절규하는 남자 (2010)
- 이토록 긴 하루 : 디지털삼인삼색2008 (2008)
- Expectations (2008)
- 다라트 (2007)
- 아부나 (2002)
- 뉴욕으로부터 온 편지 (2001)